# Nanteuil-sur-Marne
Pour les articles homonymes, voir Nanteuil.
Nanteuil-sur-Marne est une commune française située dans le département de Seine-et-Marne, en région Île-de-France.

## Géographie

### Localisation

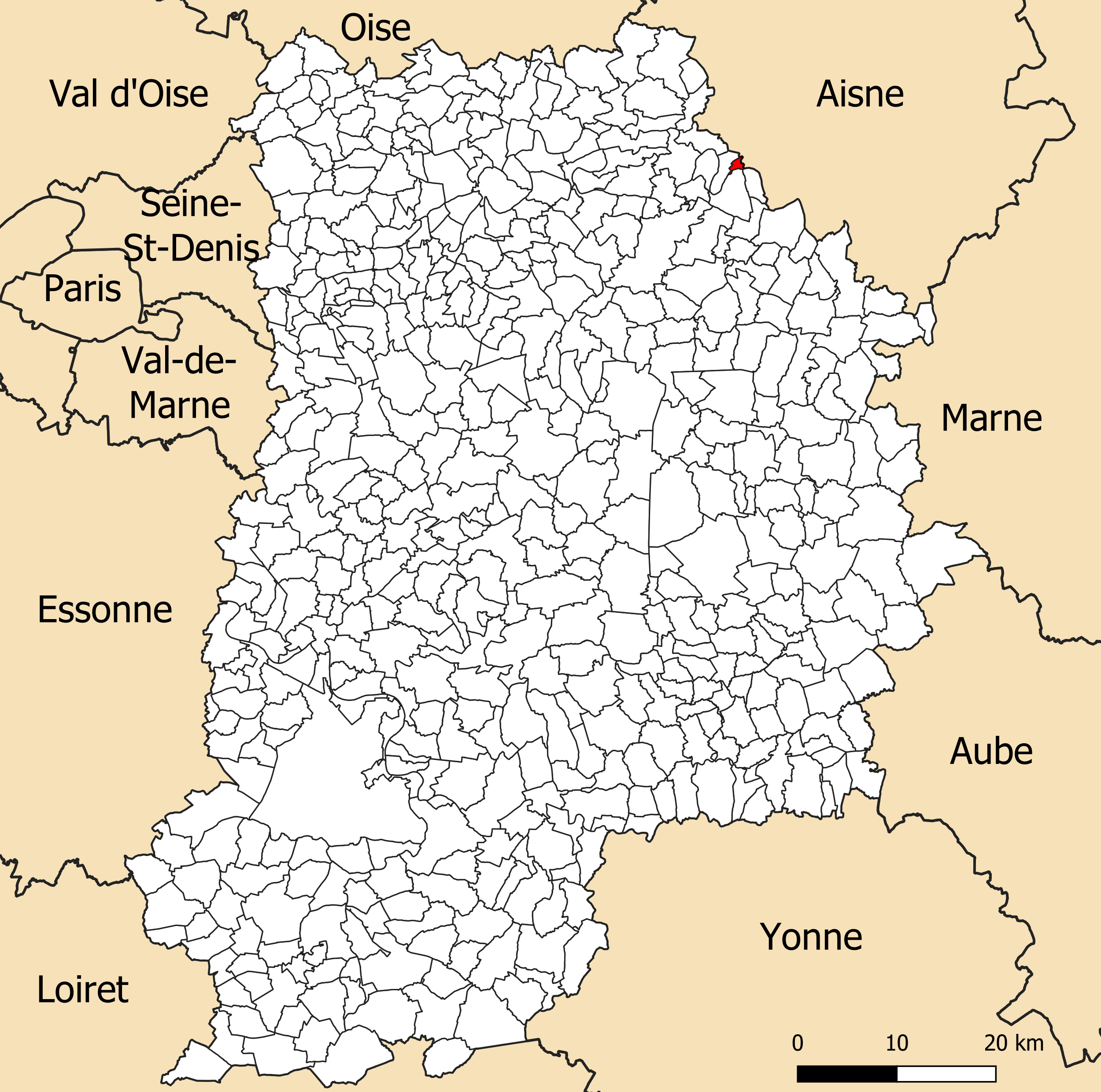
Localisation de la commune de Nanteuil-sur-Marne dans le département de Seine-et-Marne

La commune est située à environ 9,6 kilomètres au nord-est de La Ferté-sous-Jouarre et à 28 km à l'est de Meaux. Elle se trouve en limite de l'Aisne.
Nanteuil-sur-Marne est, en superficie, la plus petite commune de Seine-et-Marne.

### Communes limitrophes
|                | Bézu-le-Guéry (Aisne) |                            |
| Méry-sur-Marne | Nanteuil-sur-Marne    | Crouttes-sur-Marne (Aisne) |
|                | Saâcy-sur-Marne       | Citry                      |

### Hydrographie

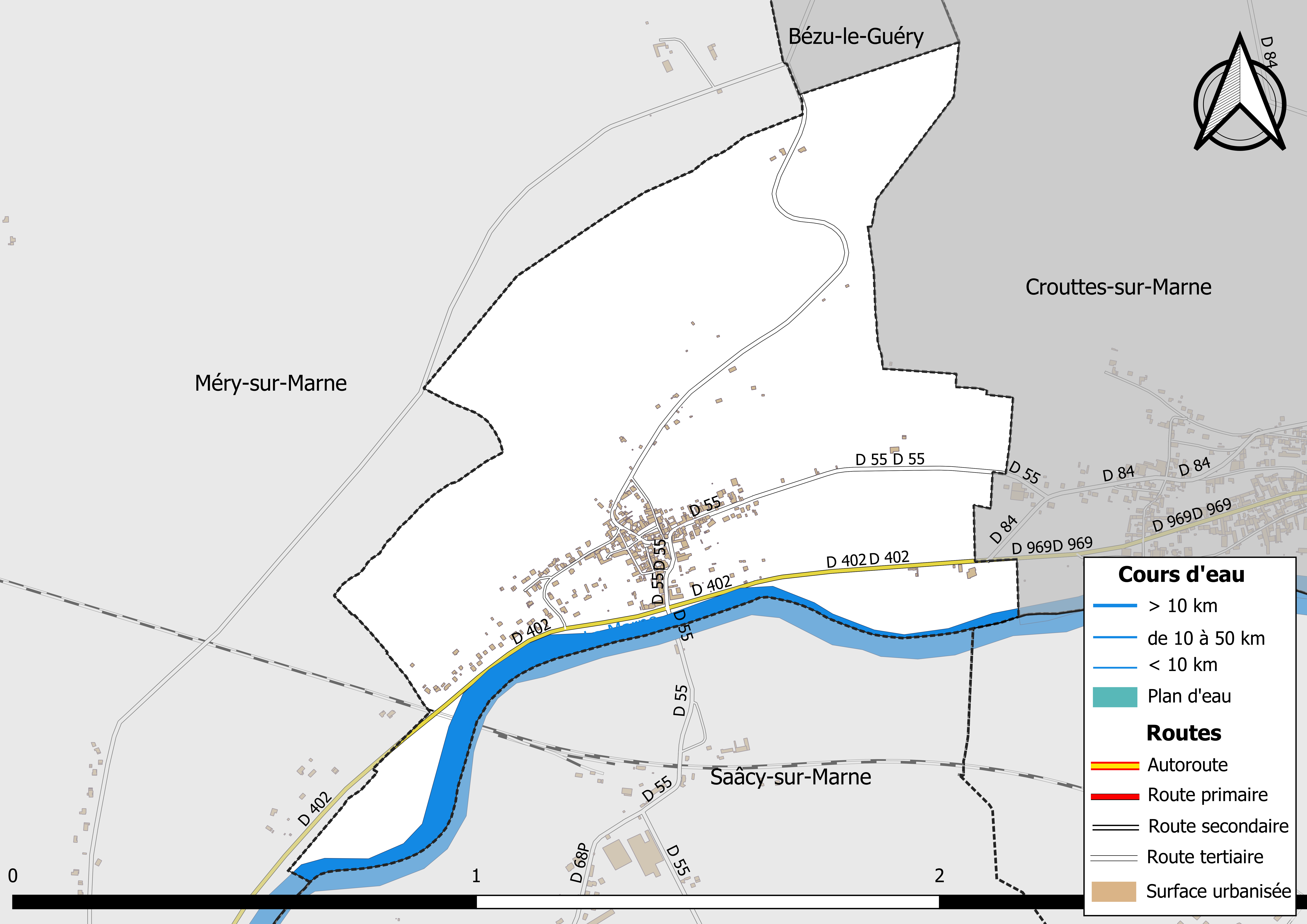
Carte des réseaux hydrographique et routier de Nanteuil-sur-Marne.

Le réseau hydrographique de la commune se compose d'un seul cours d'eau référencé : la rivière la Marne, longue de 514,26 km, principal affluent de la Seine.
Sa longueur totale sur la commune est de 1,64 km.

### Climat
Pour des articles plus généraux, voir Climat de l'Île-de-France et Climat de Seine-et-Marne.
En 2010, le climat de la commune est de type climat océanique dégradé des plaines du Centre et du Nord, selon une étude du CNRS s'appuyant sur une série de données couvrant la période 1971-2000. En 2020, Météo-France publie une typologie des climats de la France métropolitaine dans laquelle la commune est exposée à un climat océanique altéré et est dans la région climatique Nord-est du bassin Parisien, caractérisée par un ensoleillement médiocre, une pluviométrie moyenne régulièrement répartie au cours de l’année et un hiver froid (3 °C).
Pour la période 1971-2000, la température annuelle moyenne est de 10,7 °C, avec une amplitude thermique annuelle de 15 °C. Le cumul annuel moyen de précipitations est de 732 mm, avec 12,1 jours de précipitations en janvier et 7,7 jours en juillet. Pour la période 1991-2020, la température moyenne annuelle observée sur la station météorologique la plus proche, située sur la commune de Saint-Cyr-sur-Morin à 8 km à vol d'oiseau, est de 11,2 °C et le cumul annuel moyen de précipitations est de 814,8 mm,. Pour l'avenir, les paramètres climatiques de la commune estimés pour 2050 selon différents scénarios d'émission de gaz à effet de serre sont consultables sur un site dédié publié par Météo-France en novembre 2022.

### Milieux naturels et biodiversité
Aucun espace naturel présentant un intérêt patrimonial n'est recensé sur la commune dans l'inventaire national du patrimoine naturel,,.

## Urbanisme

### Typologie
Au 1er janvier 2024, Nanteuil-sur-Marne est catégorisée bourg rural, selon la nouvelle grille communale de densité à sept niveaux définie par l'Insee en 2022.
Elle appartient à l'unité urbaine de Saâcy-sur-Marne, une agglomération intra-départementale regroupant cinq  communes, dont elle est une commune de la banlieue,,. Par ailleurs la commune fait partie de l'aire d'attraction de Paris, dont elle est une commune de la couronne,. Cette aire regroupe 1 929 communes,.

### Lieux-dits et écarts
La commune compte 41 lieux-dits administratifs répertoriés consultables ici dont Passy.

### Occupation des sols
L'occupation des sols de la commune, telle qu'elle ressort de la base de données européenne d’occupation biophysique des sols Corine Land Cover (CLC), est marquée par l'importance des territoires agricoles (64,3 % en 2018), une proportion identique à celle de 1990 (64,3 %). La répartition détaillée en 2018 est la suivante : 
cultures permanentes (38,5% ), terres arables (25,2% ), zones urbanisées (19,7% ), forêts (16% ), prairies (0,6 %).
Parallèlement, L'Institut Paris Région, agence d'urbanisme de la région Île-de-France, a mis en place un inventaire numérique de l'occupation du sol de l'Île-de-France, dénommé le MOS (Mode d'occupation du sol), actualisé régulièrement depuis sa première édition en 1982. Réalisé à partir de photos aériennes, le Mos distingue les espaces naturels, agricoles et forestiers mais aussi les espaces urbains (habitat, infrastructures, équipements, activités économiques, etc.) selon une classification pouvant aller jusqu'à 81 postes, différente de celle de Corine Land Cover,,. L'Institut met également à disposition des outils permettant de visualiser par photo aérienne l'évolution de l'occupation des sols de la commune entre 1949 et 2018.

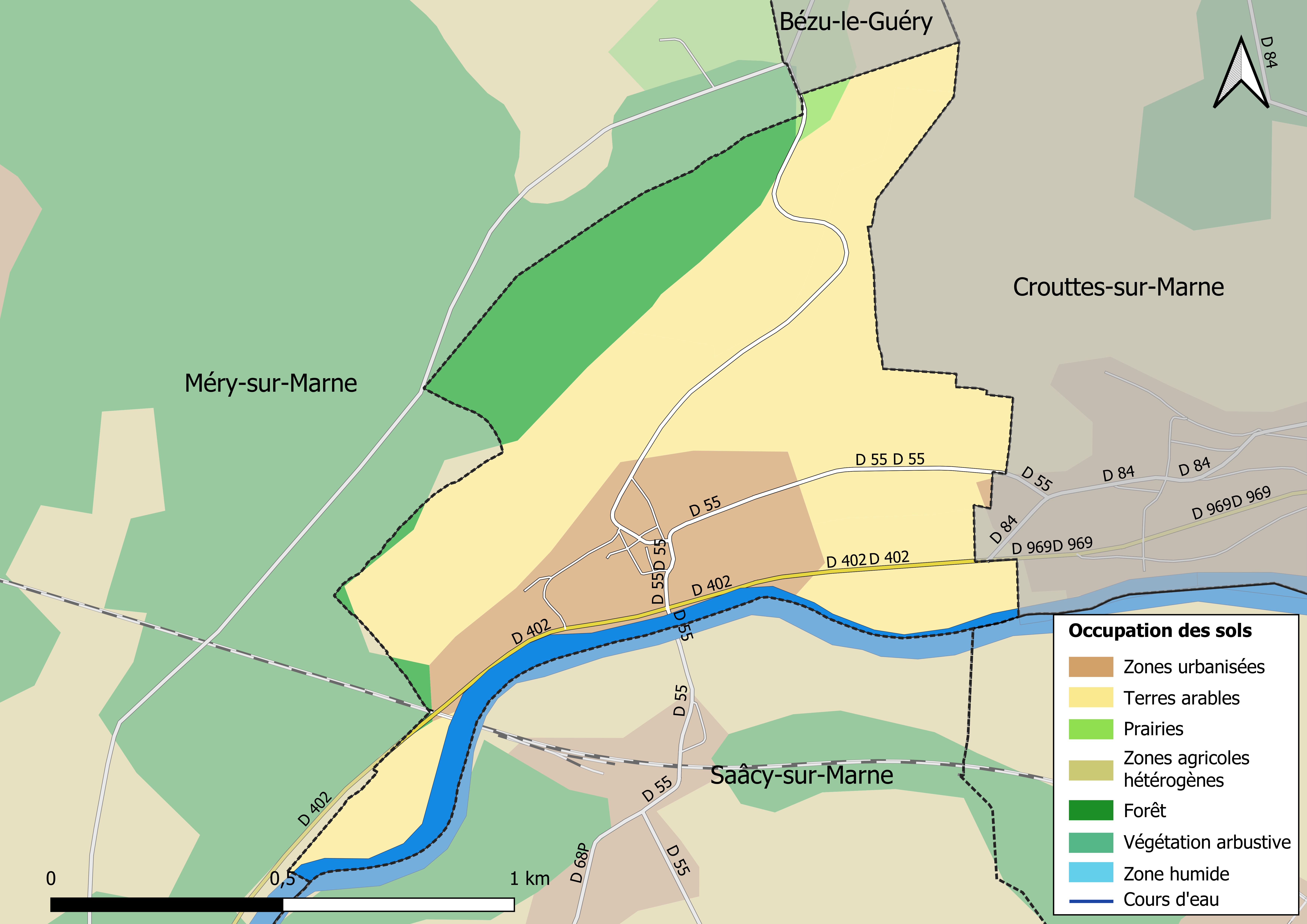
Carte des infrastructures et de l'occupation des sols en 2018 (CLC) de la commune.
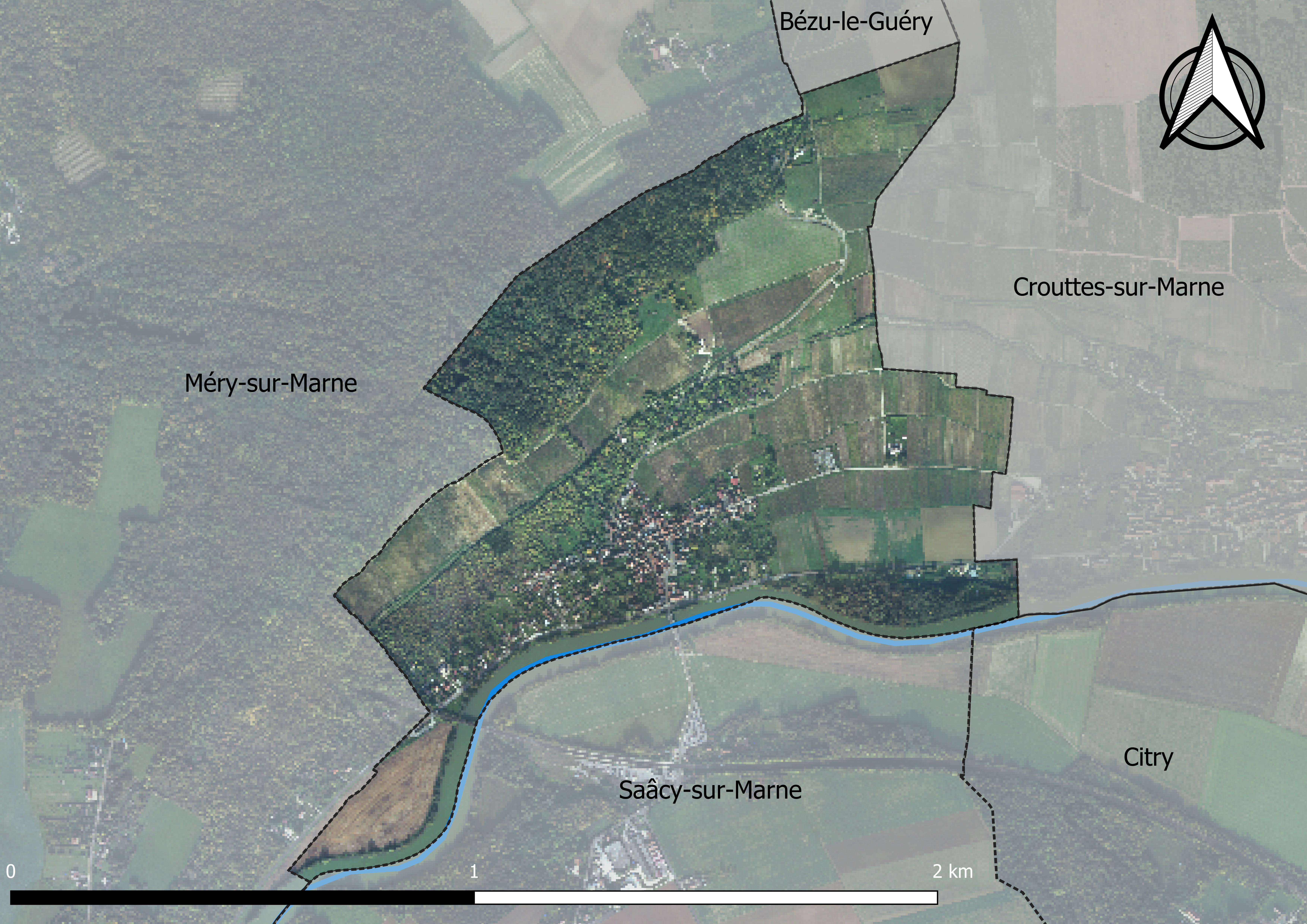
Carte orhophotogrammétrique de la commune.

### Planification
La commune disposait en 2019 d'un plan local d'urbanisme approuvé. Le zonage réglementaire et le règlement associé peuvent être consultés sur le Géoportail de l'urbanisme.

### Logement
En 2017, le nombre total de logements dans la commune était de 228 dont 80,5 % de maisons (maisons de ville, corps de ferme, pavillons, etc.) et 18,2 % d'appartements.
Parmi ces logements, 79 % étaient des résidences principales, 7,4 % des résidences secondaires et 13,6 % des logements vacants.
La part des ménages fiscaux propriétaires de leur résidence principale s'élevait à 76,4 % contre 23,6 % de locataires dont 0,6 % de logements HLM loués vides (logements sociaux).

### Voies de communication et transports

#### Transports
La commune est desservie par les lignes du réseau de bus Brie et 2 Morin :
- No 32 (Saacy-sur-Marne - La Ferté-sous-Jouarre) ;
- No 32S (Bassevelle - La Ferté-sous-Jouarre).

La commune est également desservie par la gare de Nanteuil - Saâcy du réseau SNCF.

## Toponymie
Attestée sous la forme Nantolium en 1005.
Composé de nanto- qui indique une "vallée", et de -ialo qui indique une "clairière", naturelle  ou éventuellement essartée.
Nanteuil signifie donc :  « La clairière de/dans la vallée »; dans le cas de ce Nanteuil, on évoque la vallée de la Marne.

## Politique et administration

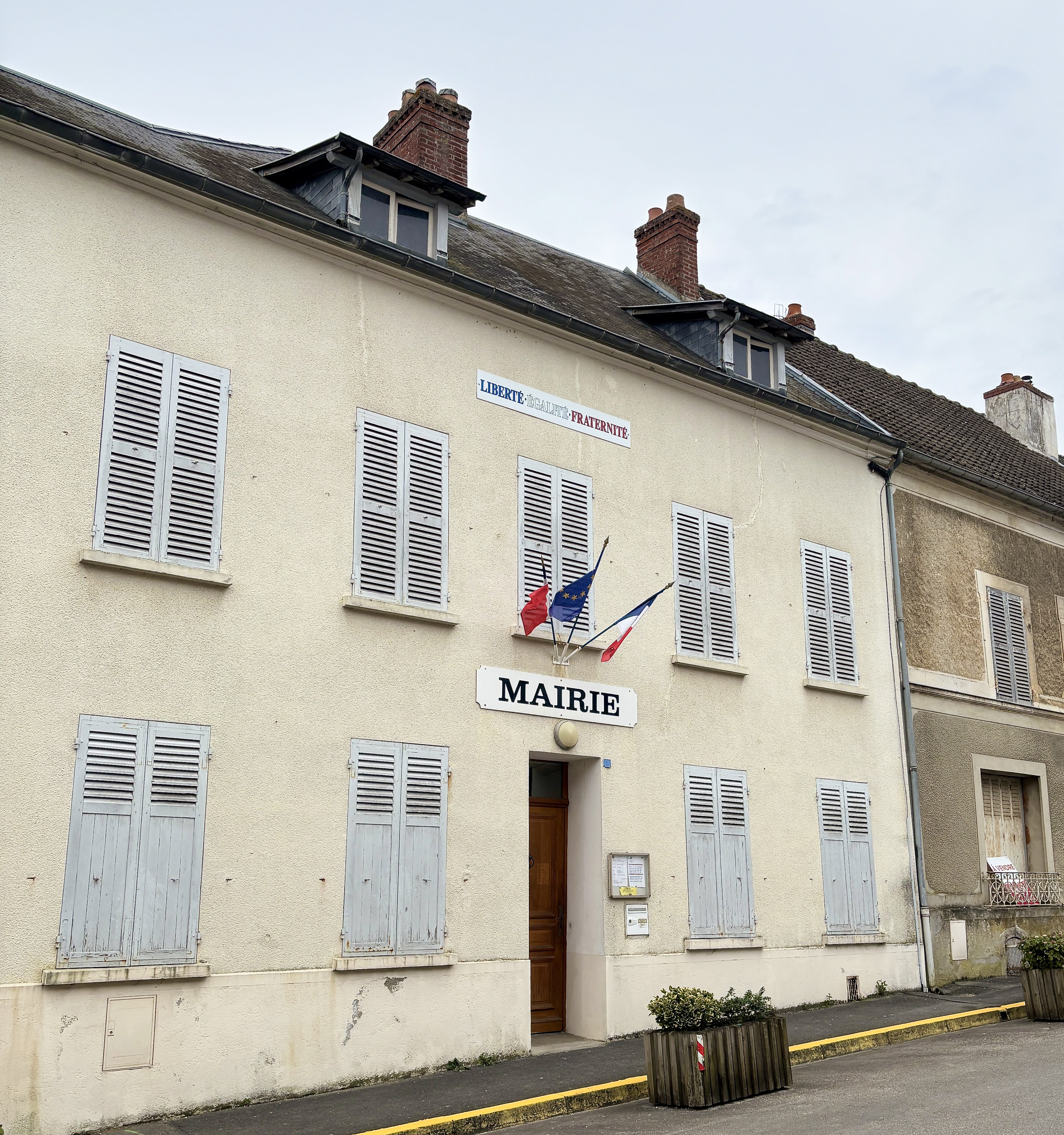
La mairie.

### Liste des maires
| Période       | Période                       | Identité          | Étiquette | Qualité |
| ------------- | ----------------------------- | ----------------- | --------- | --- |
| 2001          | décembre 2009                 | Francesco Furnari |           | |
| décembre 2009 | En cours (au 28 juillet 2020) | Emmanuel Vivet    |           | Agent RATP Vice président de la CC du Pays Fertois ( ? → 2017) Vice-président de la CA Coulommiers Pays de Brie (2018 → ) Réélu pour le mandat 2020-2026 |

## Équipements et services

### Eau et assainissement
L’organisation de la distribution de l’eau potable, de la collecte et du traitement des eaux usées et pluviales relève des communes. La loi NOTRe de 2015 a accru le rôle des EPCI à fiscalité propre en leur transférant cette compétence. Ce transfert devait en principe être effectif au 1er janvier 2020, mais la loi Ferrand-Fesneau du 3 août 2018 a introduit la possibilité d’un report de ce transfert au 1er janvier 2026,.

#### Assainissement des eaux usées
En 2020, la gestion du service d'assainissement collectif de la commune de Nanteuil-sur-Marne est assurée par la communauté d'agglomération Coulommiers Pays de Brie (CACPB) pour la collecte, le transport et la dépollution. Ce service est géré en délégation par une entreprise privée, dont le contrat arrive à échéance le 31 décembre 2025,,.
L’assainissement non collectif (ANC) désigne les installations individuelles de traitement des eaux domestiques qui ne sont pas desservies par un réseau public de collecte des eaux usées et qui doivent en conséquence traiter elles-mêmes leurs eaux usées avant de les rejeter dans le milieu naturel. La communauté d'agglomération Coulommiers Pays de Brie (CACPB) assure pour le compte de la commune le service public d'assainissement non collectif (SPANC), qui a pour mission de vérifier la bonne exécution des travaux de réalisation et de réhabilitation, ainsi que le bon fonctionnement et l’entretien des installations,.

#### Eau potable
En 2020, l'alimentation en eau potable est assurée par la communauté d'agglomération Coulommiers Pays de Brie (CACPB) qui en a délégué la gestion à la SAUR, dont le contrat expire le 31 décembre 2025,.

## Population et société

### Démographie
Les habitants sont appelés les Nanteuillais.
L'évolution du nombre d'habitants est connue à travers les recensements de la population effectués dans la commune depuis 1793. Pour les communes de moins de 10 000 habitants, une enquête de recensement portant sur toute la population est réalisée tous les cinq ans, les populations de référence des années intermédiaires étant quant à elles estimées par interpolation ou extrapolation. Pour la commune, le premier recensement exhaustif entrant dans le cadre du nouveau dispositif a été réalisé en 2005.

En 2022, la commune comptait 413 habitants, en évolution de −6,56 % par rapport à 2016 (Seine-et-Marne : +3,92 %, France hors Mayotte : +2,11 %).
| 1793 | 1800 | 1806 | 1821 | 1831 | 1836 | 1841 | 1846 | 1851 |
| ---- | ---- | ---- | ---- | ---- | ---- | ---- | ---- | ---- |
| 414  | 464  | 421  | 380  | 383  | 366  | 374  | 370  | 292  |

| 1856 | 1861 | 1866 | 1872 | 1876 | 1881 | 1886 | 1891 | 1896 |
| ---- | ---- | ---- | ---- | ---- | ---- | ---- | ---- | ---- |
| 320  | 361  | 358  | 335  | 335  | 360  | 359  | 373  | 387  |

| 1901 | 1906 | 1911 | 1921 | 1926 | 1931 | 1936 | 1946 | 1954 |
| ---- | ---- | ---- | ---- | ---- | ---- | ---- | ---- | ---- |
| 405  | 379  | 386  | 384  | 438  | 375  | 326  | 278  | 256  |

| 1962 | 1968 | 1975 | 1982 | 1990 | 1999 | 2005 | 2006 | 2010 |
| ---- | ---- | ---- | ---- | ---- | ---- | ---- | ---- | ---- |
| 264  | 255  | 281  | 305  | 346  | 458  | 461  | 462  | 474  |

| 2015 | 2020 | 2022 | - | - | - | - | - | - |
| ---- | ---- | ---- | - | - | - | - | - | - |
| 452  | 428  | 413  | - | - | - | - | - | - |

### Manifestations culturelles et festivités
- Bibliothèque municipale.

### Sports
- Il n'y a pas de club de sport à Nanteuil-sur-Marne mais le village est traversé par plusieurs chemins de randonnée.
- Entre la forêt et le vignoble il y a un terrain de football, un plateau multisports et un parc de jeux.

## Économie

### Revenus de la population et fiscalité
En 2017, le nombre de ménages fiscaux de la commune était de 173, représentant 435 personnes et la  médiane du revenu disponible par unité de consommation  de 21 100 euros.

### Emploi
En 2017 , le nombre total d’emplois dans la zone était de 27, occupant 200 actifs  résidants.
Le taux d'activité de la population (actifs ayant un emploi) âgée de 15 à 64 ans s'élevait à 64,9 % contre un taux de chômage de 10,4 %. 
Les 24,7 % d’inactifs se répartissent de la façon suivante : 11,8 % d’étudiants et stagiaires non rémunérés, 6,5 % de retraités ou préretraités et 6,4 % pour les autres inactifs.

### Secteurs d'activité

#### Entreprises et commerces
En 2018, le nombre d'établissements actifs était de 23 dont 2 dans l’industrie manufacturière, industries extractives et autres, 6 dans la construction, 4 dans le commerce de gros et de détail, transports, hébergement et restauration, 1 dans l’Information et communication,  7 dans les activités spécialisées, scientifiques et techniques et activités de services administratifs et de soutien et, 3  étaient relatifs aux autres activités de services.
En 2019, 4 entreprises individuelles ont été créées sur le territoire de la commune.
Au 1er janvier 2020, la commune disposait de 9 chambres d’hôtels dans un établissement et ne possédait aucun terrain de  camping.

#### Agriculture
Nanteuil-sur-Marne est dans la petite région agricole dénommée les « Vallées de la Marne et du Morin », couvrant les vallées des deux rivières, en limite de la Brie. En 2010, l'orientation technico-économique de l'agriculture sur la commune est la culture de céréales et d'oléoprotéagineux (COP).
Si la productivité agricole de la Seine-et-Marne se situe dans le peloton de tête des départements français, le département enregistre un double phénomène de disparition des terres cultivables (près de 2 000 ha par an dans les années 1980, moins dans les années 2000) et de réduction d'environ 30 % du nombre d'agriculteurs dans les années 2010. Cette tendance se retrouve au niveau de la commune où le nombre d’exploitations est passé de 3 en 1988 à 2 en 2010. Parallèlement, la taille de ces exploitations augmente, passant de 10 ha en 1988 à 40 ha en 2010.
Viticulture : La commune, avec Saâcy-sur-Marne et Citry fait partie des trois seules communes de Seine-et-Marne bénéficiant de l'appellation d'origine contrôlée Champagne.
Le tableau ci-dessous présente les principales caractéristiques des exploitations agricoles de Nanteuil-sur-Marne, observées sur une période de 22 ans : 
|                                      | 1988 | 2000 | 2010 |
| ------------------------------------ | ---- | ---- | ---- |
| Dimension économique,                |      |      |      |
| Nombre d’exploitations (u)           | 3    | 2    | 2    |
| Travail (UTA)                        | 3    | 3    | 1    |
| Surface agricole utilisée (ha)       | 31   | 82   | 80   |
| Cultures                             |      |      |      |
| Terres labourables (ha)              | 23   | s    | s    |
| Céréales (ha)                        | s    | s    | s    |
| dont blé tendre (ha)                 | s    | s    | s    |
| dont maïs-grain et maïs-semence (ha) | s    | s    | s    |
| Tournesol (ha)                       | 0    |      |      |
| Colza et navette (ha)                | 0    |      | s    |
| Élevage                              |      |      |      |
| Cheptel (UGBTA)                      | 15   | 0    | 0    |

## Culture locale et patrimoine

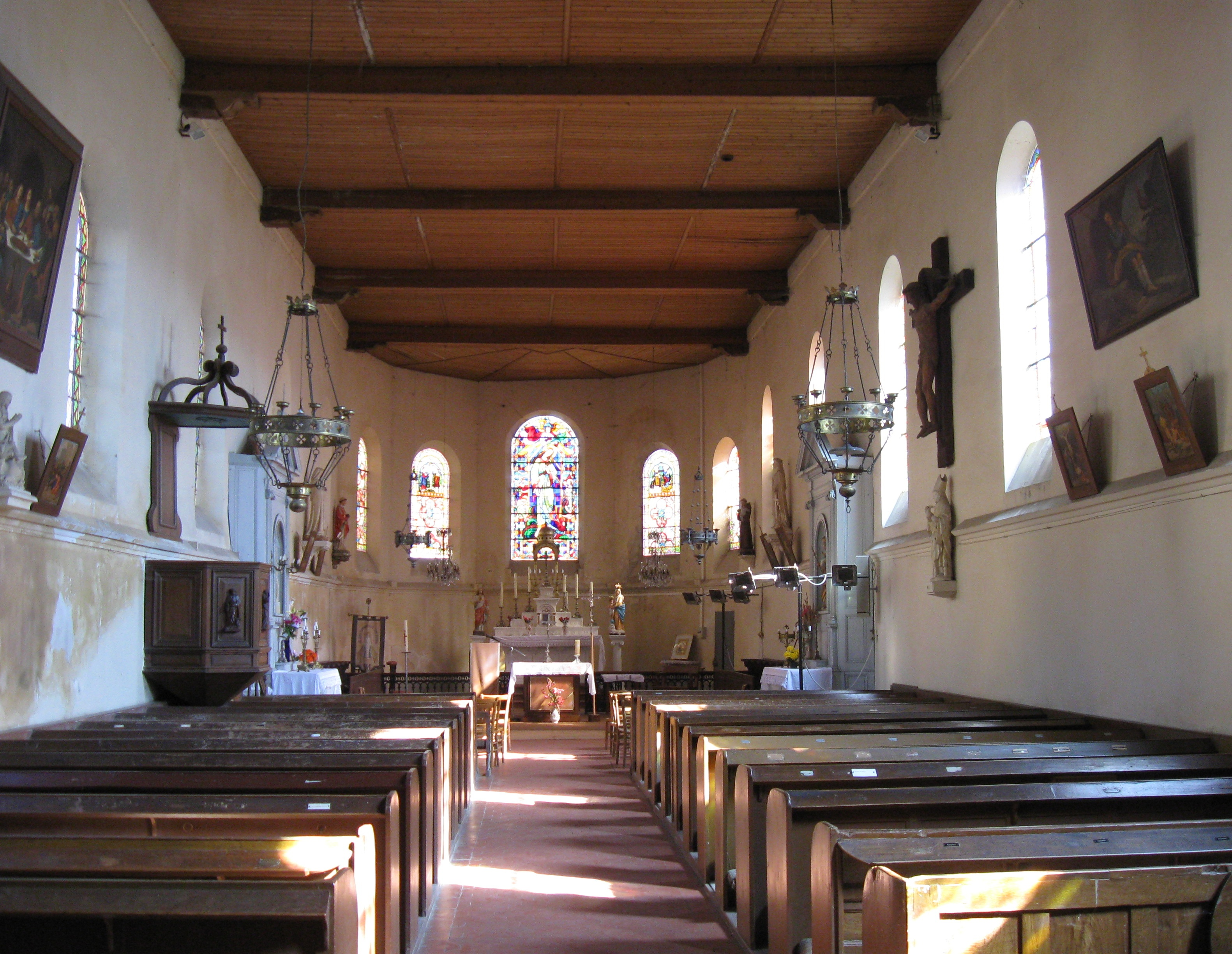
L'église Sainte-Marguerite-d'Antioche.

### Lieux et monuments
- Église Sainte-Marguerite-d'Antioche, reconstruite au XVIe siècle.
- Coteaux boisés dominant la vallée de la Marne.
- Passage des sentiers de grande randonnée GR 11A et GR 14A.

### Personnalités liées à la commune
- Alfred Delauney (1830-1894), artiste français mort dans cette ville.

### Héraldique
| Blason de Nanteuil-sur-Marne | Blason  | Écartelé: au premier d'azur à deux mains appaumées d'or rangées en barre et au franc-quartier échiqueté d'or et d'argent , au deuxième d'azur semé de fleurs de lis d'or à la fasce ondée d'argent et au chef du même chargé de deux grappes de raisin d'or et feuillées de sinople, au troisième d'or à la croix de gueules cantonnée de quatre aigles d'azur, au quatrième d'argent au lion, la queue nouée et passée en sautoir de gueules et au chef du même. |
| Blason de Nanteuil-sur-Marne | Détails | |